# Притулок (фільм, 2009)
Притулок (фр. Le refuge) — фільм 2009 року французького режисера Франсуа Озона.

## Сюжет
Паризька «золота молодь» розважається ... У шикарних апартаментах Мюс і Луї змішують любов і наркотики в божевільний коктейль. На ранок безтурботна життя закінчується: Луї помирає від передозування. 
Мюс переживає найгірші дні у своєму житті. Але незабаром з'ясовується, що вона ще й вагітна. У прагненні втекти від бід, що на неї звалилися, Мюс їде в покинутий будинок, де, як вона сподівається, всі дадуть їй спокій. Але одного разу в її тихий притулок вторгається неочікуваний гість ...

## У ролях
- Ізабель Карре — Мус
- Луї-Ронан Шуазі — Пол
- П'єр Луї-Калікст — Саржа
- Мельвіль Пупо — Луї